# Goodnight my love (canción de 1956)
- Para otras canciones con este título, véase Goodnight my love (desambiguación)

Goodnight my love es una canción popular escrita por George Motola y John Marascalco en 1956. La canción fue grabada originalmente por Jesse Belvin y lanzada en 1956. John Marascalco produjo la grabación para Modern Records. Algunas fuentes afirmaban que Barry White, que habría tenido 11 años en ese momento, tocó el piano en esta grabación. Sin embargo, en una entrevista en 1995, White negó esto.

## Récords
La grabación de Jesse Belvin alcanzó el puesto 7 en la lista estadounidense Billboard R&B en 1956. La versión de The McGuire Sisters, también lanzada en 1956, alcanzó el puesto 32 en la lista pop de Billboard.
La grabación de Paul Anka de 1968 alcanzó el puesto 27 en la lista de singles de Billboard en una carrera de 10 semanas en 1969. El sencillo alcanzó el puesto 18 en la lista Record World y el 13 en Canadá.

## Ediciones grabadas
- Amy Lee ft. John Lee (s/f)
- Dee Dee Sharp (1963)
- The Honeys (1969)
- Jerry Vale (1969)
- Jane Morgan (1969)
- El DeBarge (s/f)
- Paul Anka (1968)
- Paula Abdul (1992)
- Gloria Estefan 1994
- Jesse Belvin (1956)
- Brook Benton (1968)
- Barry Biggs (1976)
- James Brown (s/f)
- Alex Chilton (1999)
- Harry Connick, Jr. (2004)
- Tony Danza (s/f)
- The Fleetwoods (1963), versión que alcanzó el puesto 32 en la lista pop estadounidense.[6]
- The Four Seasons (1963)
- Art Garfunkel (1996)
- Jay and the Americans (1969)
- Screamin' Jay Hawkins (s/f)
- John Holt (s/f)
- Ben E. King 1965
- Gladys Knight & the Pips (s/f)
- Los Lobos (1987)
- The McGuire Sisters (1956)
- Little Milton (1984)
- Aaron Neville (2012)
- Rocke-Pelle ft. Sigurd Jansen y sus Rockin' Five. (1958)
- Ray Peterson (1959)
- Lou Rawls (1990)
- Tavares (1977)
- The Tymes (s/f)
- Bobby Vinton (1963)
- The Vogues (1970)
- Barry White (1989)